# 大肚溪南號誌站

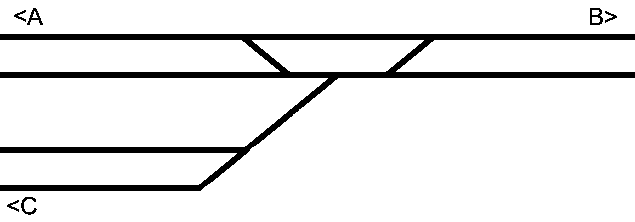
大肚溪南號誌站軌道配置圖，A方向山線通往成功車站，B方向縱貫線通往彰化車站，C方向海線通往追分車站

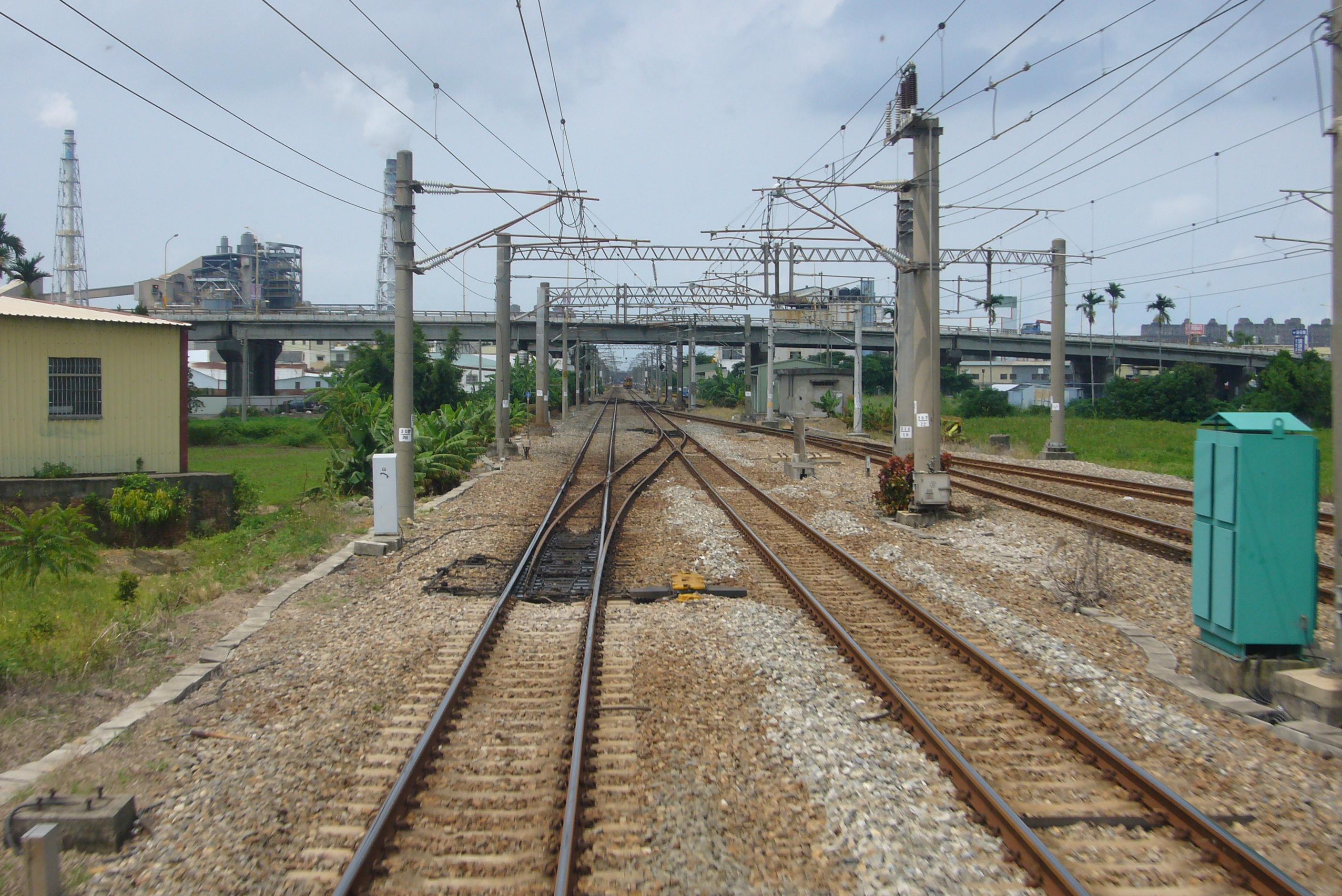
大肚溪南號誌站，方向是配置圖中B方向（往彰化），前方高架橋即金馬路陸橋。開往集集線的DR1000型區間快車上拍攝

大肚溪南號誌站位於彰化縣彰化市，為臺灣鐵路公司西部幹線的鐵路號誌站，是縱貫線（南段）分岔出臺中線（山線）與海岸線（海線）的路軌實際分歧點，位於金馬跨線陸橋的北側，距離彰化車站約3公里，本站為號誌站，無提供旅客服務。
本站設有掩護號誌機，若號誌故障則需停車由列車長下車進入路線旁庫房以行車調度電話聯絡臺北行車控制中心向調度員報告後手寫行車調度命令交給列車駕駛員，並手動操作轉轍器使列車通過。
路軌自大肚溪南號誌站往北分歧成四線後，平行通過大肚溪橋，到臺中市大肚區南榮路後才分離不同方向。

## 車站構造
- 由鐵路自動控制設備控制的四組道岔。
- 此站控管海線併入山線－縱貫線（南段）路軌的區間。
- 山線雙向路軌直通，但海線路軌由山線西正線道岔分出一條，再分出為雙線，作為海線雙向路軌。
- 本站以北（海線往追分車站方向，山線往成功車站方向）為四線，以南往彰化車站方向為雙線。
- 海線往彰化方向南下列車需跨越山線西正線逆向路軌，才能進入山線繼續行駛至彰化車站，與山線西正線北上列車交通互相影響。

## 利用狀況
- 無人號誌站，控制面版設於彰化車站，現由綜合調度所統一控制。
- 僅供列車交會用，無站員派駐，亦無為交會、待避及工程以外目的之列車停靠。
- 目前正在計畫與彰化車站間的第三條、第四條軌道。
  - 即海線自有一至兩條軌道通往彰化車站，而無須與山線共用現有的兩條軌道。

## 車站週邊
- 台化彰化廠[註 1]
- 金馬路陸橋
- 縱貫鐵路大肚溪橋
- 彰化系統交流道

## 歷史
- 1963年7月12日：設站。